# Grande Prêmio Valência
O Grande Prêmio Valência (oficialmente Clàssica Comunitat Valenciana 1969-Gran Premio Valencia e anteriormente Troféu Luis Puig) é uma corrida ciclista profissional que se celebra anualmente durante o mês de janeiro na Comunidade Valenciana.
É uma prova de uma única etapa e celebrou-se desde 1969 ininterruptamente até 2005, a excepção do ano 1980 que não se celebrou. Depois de 15 anos de ausência, em novembro de 2020 fez-se oficial que em 2021 a corrida regressava ao calendário internacional fazendo parte do UCI Europe Tour dentro da categoria 1.2.
Consiste uma etapa plana, muito dada a chegadas em massa resolvidas ao sprint. É por isso que muitos dos grandes sprinteres têm inscrito o seu nome no palmarés da competição.

## Palmarés
| Ano                    | Ganhador               | Segundo                       | Terceiro                     |
| ---------------------- | ---------------------- | ----------------------------- | ---------------------------- |
| 1969                   | Carlos Echeverría      | Jorge Mariné                  | Gregorio San Miguel          |
| 1970                   | Ramón Sáez             | Manuel Galera                 | Carlos Echeverría            |
| 1971                   | Frans Verhaegen        | Domingo Perurena              | Peter Kisner                 |
| 1972                   | Eric Leman             | Domingo Perurena              | Miguel María Lasa            |
| 1973                   | Gustaaf Van Roosbroeck | Domingo Perurena              | Andrés Oliva                 |
| 1974                   | Eddy Peelman           | Francesco Moser               | Miguel María Lasa            |
| 1975                   | Eddy Peelman           | Wilfried Reybrouck            | Albert Hulzebosch            |
| 1976                   | Tomas Nistal           | Luis Alberto Ordiales         | Eddy Peelman                 |
| 1977                   | Domingo Perurena       | Klaus-Peter Thaler            | José Luis Viejo              |
| 1978                   | Javier Elorriaga       | Domingo Perurena              | Jürgen Kraft                 |
| 1979                   | Antoine Gutierrez      | José Nazábal                  | José Luiz Mayoz              |
| 1980                   | Não se disputou        |                               |                              |
| 1981                   | Noël Dejonckheere      | Jesús Suárez Cueva            | Juan Fernández Martín        |
| 1982                   | Raimund Dietzen        | Erich Maechler                | Marcel Summermatter          |
| 1983                   | Noël Dejonckheere      | Stefan Mutter                 | Ronan De Meyer               |
| 1984                   | Noël Dejonckheere      | Frank Hoste                   | Yvon Bertin                  |
| 1985                   | Enrique Aja            | Faustino Rupérez              | Bruno Cornillet              |
| 1986                   | Bernard Hinault        | Iñaki Gastón                  | Alberto Leanizbarrutia       |
| 1987                   | Pello Ruiz Cabestany   | Celestino Prieto              | Eduardo Chozas               |
| 1988                   | Acácio da Silva        | Claudio Chiappucci            | Bruno Leali                  |
| 1989                   | Mathieu Hermans        | Eddy Planckaert               | Laurent Jalabert             |
| 1990                   | Tom Cordes             | Luc Roosen                    | Miguel Ángel Martínez Torres |
| 1991                   | Andreas Kappes         | Nico Verhoeven                | Roberto Pagnin               |
| 1992                   | Sean Kelly             | Jesper Skibby                 | Laurent Jalabert             |
| 1993                   | Laurent Jalabert       | Juan Carlos González Salvador | Alfonso Gutiérrez            |
| 1994                   | Adriano Baffi          | Laurent Jalabert              | Phil Anderson                |
| 1995                   | Mario Cipollini        | Giovanni Lombardi             | Fabio Baldato                |
| 1996                   | Peter Van Petegem      | Eddy Bouwmans                 | Bert Dietz                   |
| 1997                   | Erik Zabel             | Endrio Leoni                  | Massimo Strazzer             |
| 1998                   | Andrei Tchmil          | Viatcheslav Ekimov            | Max van Heeswijk             |
| 1999                   | Mario Cipollini        | Robbie McEwen                 | Giovanni Lombardi            |
| 2000                   | Erik Zabel             | Óscar Freire                  | Biagio Conte                 |
| 2001                   | Erik Zabel             | Sven Teutenberg               | George Hincapie              |
| 2002                   | Serguei Ivanov         | Rolf Aldag                    | Erik Zabel                   |
| 2003                   | Alessandro Petacchi    | Isaac Gálvez                  | Alejandro Valverde           |
| 2004                   | Óscar Freire           | Alejandro Valverde            | Josu Silloniz                |
| 2005                   | Alessandro Petacchi    | Isaac Gálvez                  | Óscar Freire                 |
| 2006-2020              | Não se disputou        |                               |                              |
| Grande Prêmio Valência |                        |                               |                              |
| 2021                   | Lorrenzo Manzin        | Mikel Aristi                  | Amaury Capiot                |
| 2022                   | Giovanni Lonardi       | Amaury Capiot                 | Christopher Lawless          |
| 2023                   | Arnaud De Lie          | Jenthe Biermans               | Edvald Boasson Hagen         |
| 2024                   | Dylan Groenewegen      | Bryan Coquard                 | Tim Torn Teutenberg          |

## Palmarés por países
Actualizado após edição de 2024
| País          | Vitórias |
| ------------- | -------- |
| Bélgica       | 11       |
| Espanha       | 8        |
| Itália        | 6        |
| Alemanha      | 5        |
| França        | 4        |
| Países Baixos | 3        |
| Portugal      | 1        |
| Irlanda       | 1        |
| Rússia        | 1        |